# 西彼得克里克鎮區 (阿肯色州克利本縣)
西彼得克里克鎮區（英語：West Peter Creek Township）是位於美國阿肯色州克利本縣的一個行政鎮區。

## 地方資料
西彼得克里克鎮區的面積為37.09平方千米，當中陸地面積為34.06平方千米，而水域面積為3.03平方千米。根據2010年美國人口普查的數據，當地共有人口1038人，而人口密度為每平方千米27.99人。